# Edda Bresciani
Edda Bresciani (Lucca, 23 de septiembre de 1930-Ib., 29 de noviembre de 2020) fue una egiptóloga, arqueóloga y docente italiana.

## Biografía
Edda Bresciani nació en Lucca el 23 de septiembre de 1930 y se graduó en 1955 en la Universidad de Pisa. Excavó en varios lugares de Egipto y es principalmente conocida por su trabajo en varios sitios del Fayún. Su trabajo incluyó la excavación de la tumba del visir Bakenrenef en Saqqara. También encontró y excavó un cementerio del Imperio Medio en Khelua. Publicó muchos libros sobre su trabajo. Obtuvo una medalla por ciencia y cultura meritorias en mayo de 1996. Bresciani fue profesora emérita en la Universidad de Pisa.

## Publicaciones
- Edda Bresciani, Sergio Pernigotti, ASSUAN. Il tempio Tolemaico di Isi. I blocchi decorati e iscritti , Pisa: Giardini, 1978.
- L'Antico Egitto di Ippolito Rosellini nelle tavole dai Monumenti dell'Egitto e della Nubia, Ed. Istituto geografico de Agostini,ISBN 8841504102.
- Grande Enciclopedia illustrata dell'Antico Egitto (ed. E. Bresciani), Ed. De Agostini 1998, 2005,ISBN 884155259X.
- Il Volto Di Osiri: Tele Funerarie Dipinte nell'Egitto Romano, Ed. Maria Pacini Fazzi,ISBN 8872462320.
- Khelua: Una Necropoli Del Medio Regno Nel Fayum, ETS,ISBN 8846702085.
- Nozioni elementari di grammatica demotica, Ed. Cisalpino-Goliardica,ISBN 8820501503.
- Sulle Rive Del Nilo: L'Egitto Al Tempo Dei Faraoni, editor del GLF Laterza,ISBN 8842061662.
- Comida y bebida. Recursos de vida en el antiguo Egipto , Pacini: Fazzi, 1997.
- Letteratura e poesia dell'antico Egitto. Cultura e società atraído i testi , Einaudi Tascabili, 2007,ISBN 9788806190781.
- I testi religiosi dell'antico Egitto, Mondadori, collana I Meridiani, 2001.
- La piramide e la Torre. Duecento anni di archeologia egiziana (ed. E. Bresciani), Pisa, 2000.
- Nine Pharaohs, Plus Pisa 2002 ( Nove Faraoni, Plus: Pisa, 2001).
- Kom Madi 1977 y 1978. Le pitture murali del cenotafio di Alessandro Magno , Prima ristampa con aggiornamenti. Con texto en inglés, Pisa, 2003.
- Egipto en India. Colección egipcia en museos indios (eds. E. Bresciani, M. Betrò), Pisa: Plus, 2004,ISBN 9788884921895.
- Edda Bresciani, Mario Del Tacca, Arte medica e cosmetica alla corte dei Faraoni / Medicina y cosmética en la corte de los faraones, Pisa, 2005, Pacini,ISBN 88-7781-668-6.
- La porta dei sogni. Interpreti e sognatori nell'Egitto antico , Einaudi Saggi, 2005,ISBN 9788806177935.
- Medinet Madi. Venti anni di esplorazione archeologica (1984-2005) (eds. Edda Bresciani, Antonio Giammarusti, Rosario Pintaudi, Flora Silvano) Pisa, 2006.
- Ramesse II, Firenze: Giunti Editore, 2012,ISBN 9788809763227.